# Chiesa di Sant'Agnese

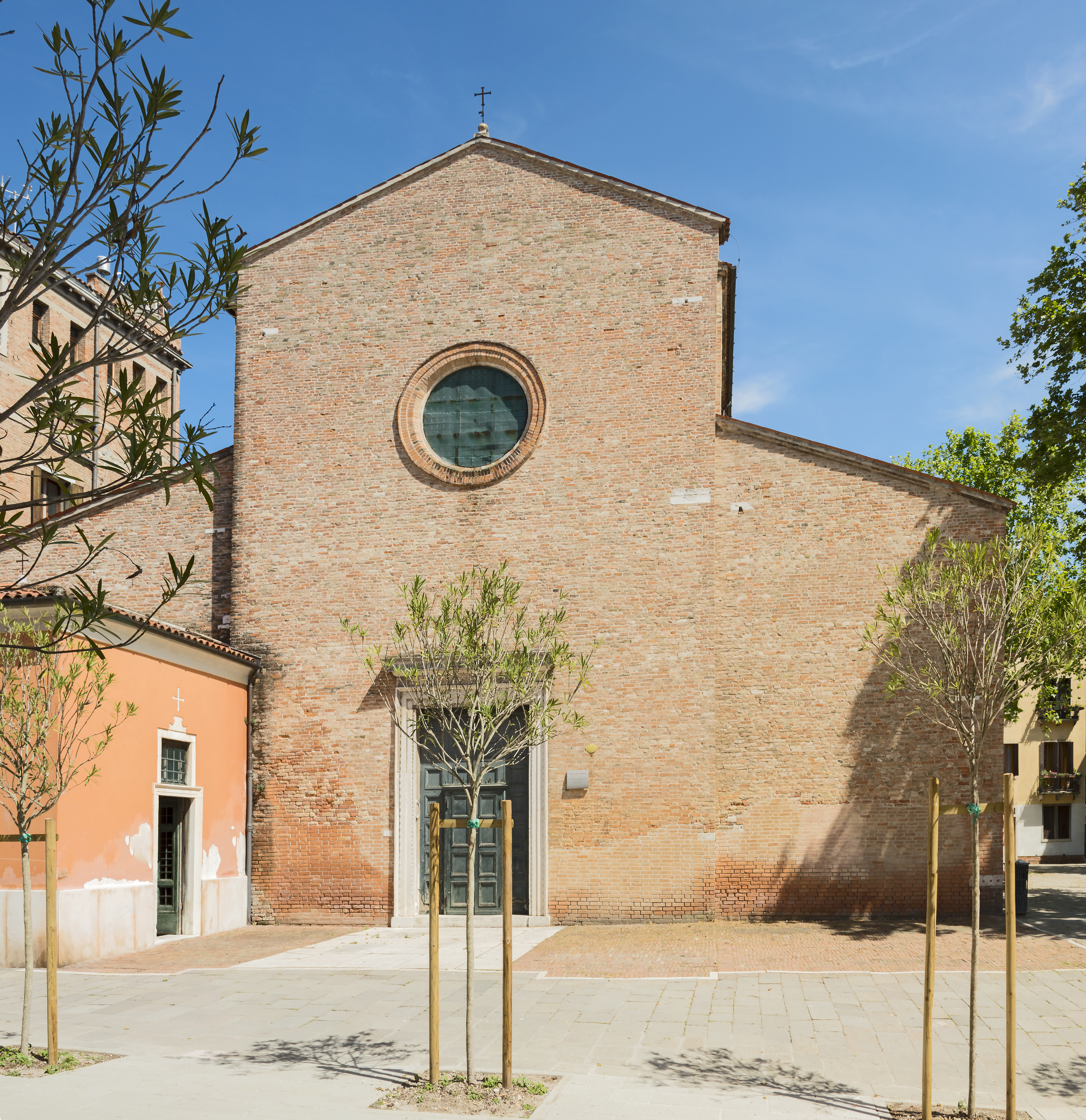

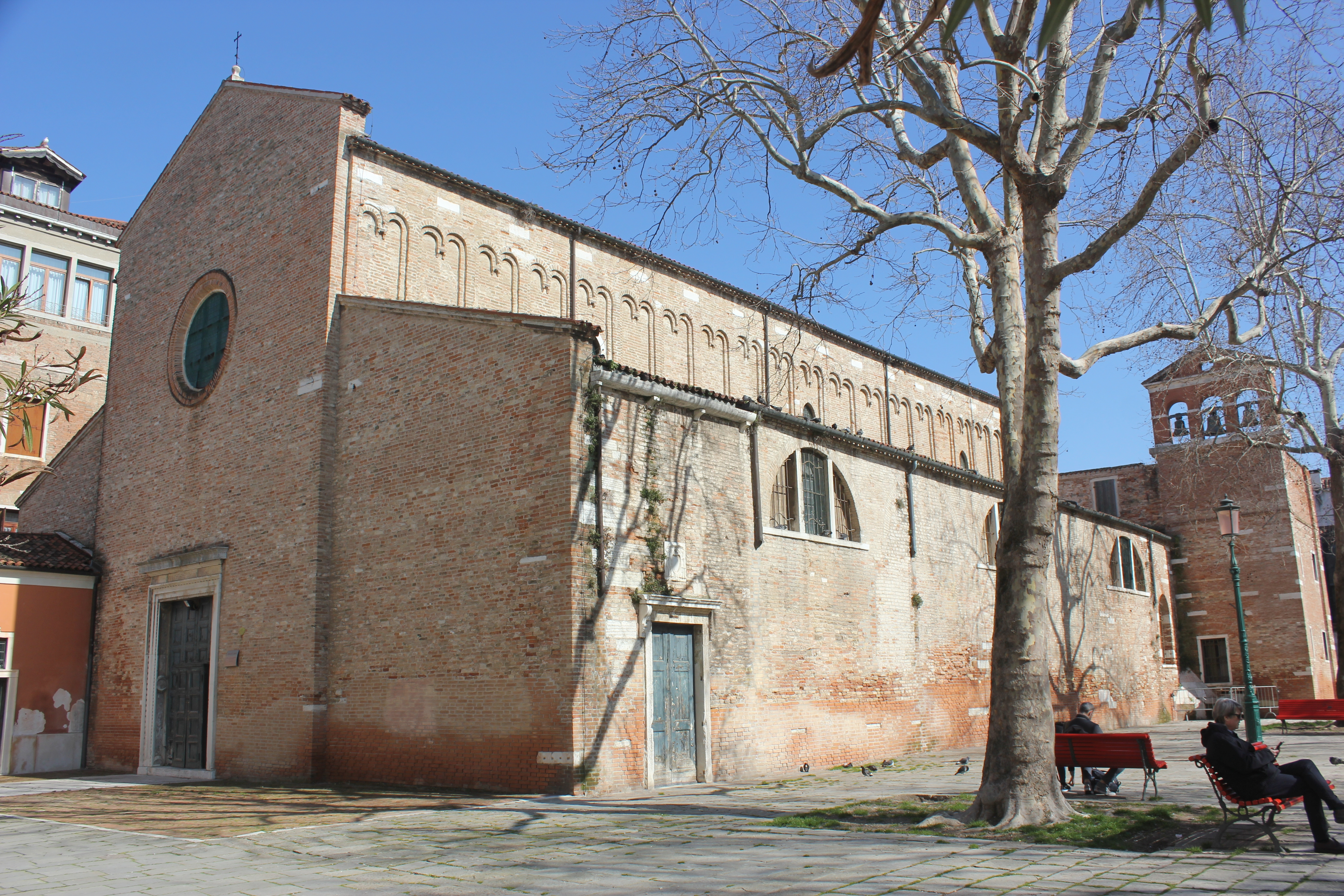

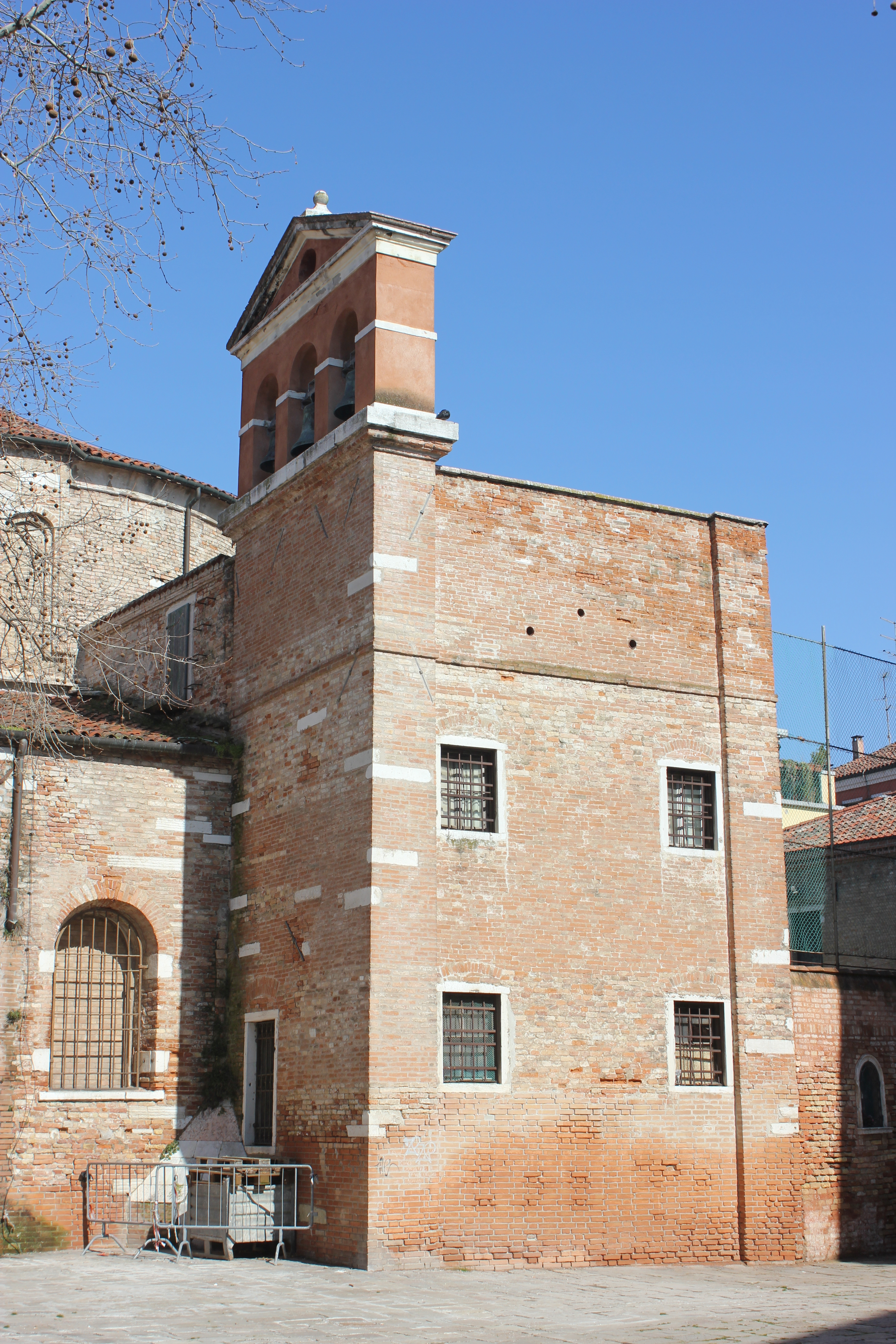

De Chiesa di Sant'Agnese is een katholieke kerk in de sestiere Dorsoduro in de Italiaanse stad Venetië. De kerk is gewijd aan de martelares Agnes.
De kerk ligt op nog geen honderd meter afstand van de Chiesa dei Gesuati, in een gebied dat in het verleden verschillende kloosters huisvestte die door verschillende orden werden geleid.
De eerste kerkbouw vond plaats in de 10e of 11e eeuw. In de volgende eeuwen waren er verschillende architecturale ingrepen, vooral in de periodes van gotiek en barok. Het plan van Jacopo de' Barbari uit 1500 toont ook de aanwezigheid van een gotisch portiek voor de gevel, nu verdwenen.
In 1810 werd de kerk gesloten voor de eredienst als gevolg van de Napoleontische decreten en werden de meeste interieurdecoraties verspreid over andere locaties. De kerk werd terug gewijd voor de eredienst in het midden van de negentiende eeuw na een restauratie die weinig van de oorspronkelijke structuren overliet. Het was bij die gelegenheid dat de kerk de rol van oratorium van het Istituto Cavanis op zich nam, een rol die ze nog steeds behoudt.
De kerk is momenteel rechtstreeks verbonden met het aangrenzende klooster van de Cavanis-broeders (de Congregazione delle Scuole di Carità) en de aangrenzende onderwijsinstelling, waarvan het de privékapel vormt, hoewel de zondagsdiensten open zijn voor het publiek.